# 香港教育大學基督教信仰與發展中心
香港教育大學基督教信仰與發展中心承蒙彭耀佳先生的慷慨捐款於2014年成立，透過不同形式的活動，為香港教育工作者、香港教育大學之學生、教職員及社會提供平台以認識及交流基督教信仰與價值。

## 中心成員

### 中心同工
岑樹基牧師: 中心主任及牧者 

陳月晶女士：高級研究助理 

葉頌禧女士：研究助理 

### 核心管理成員
周鴻奇教授：香港教育大學基督教信仰與發展中心總監 

莫慕貞教授：香港教育大學心理學系榮譽教授 

鄧怡勳教授：香港教育大學教育及人類發展學院副院長(學與教) 

黃慧英博士 

陳文豪博士 

劉月瑩博士 

鄭志強博士：香港教育大學教育及人類發展學院副院長(學術質素保證及提升) 

## 研究計劃
1. 基督教教育學習及活動資源網計劃
2. 學校基督教裝置藝術分享計劃

## 學校支援
- 教師專業發展及培育
- 學界僕人領袖培訓
- 校牧培訓
- 教大畢業生教師團契
- 家長培育

## 校園牧養
- 與準教師同行計劃
- 〈門徒〉課程
- 研經小組

## 其他活動
- 《僕人怎能領導學校》研習小組[1]
- 《僕人領袖之十二項修煉》課程